# Morpho theodorus
Morpho theodorus är en fjärilsart som beskrevs av Hans Fruhstorfer. Morpho theodorus ingår i släktet Morpho och familjen praktfjärilar. Inga underarter finns listade i Catalogue of Life.